# Leonardo Cilaurren
Leonardo Cilaurren Uriarte (Basurto-Zorrotza, 1912. november 5. – Madrid, 1969. december 9.) spanyol labdarúgó-fedezet.

## Pályafutása
1929 és 1931 között az Arenas Club de Getxo, 1931 és 1939 között az Athletic Bilbao, 1939 és 1941 között az argentin River Plate, 1941 és 1943 között az uruguayi Peñarol, 1943 és 1945 között a mexikói RC España labdarúgója volt.
1931 és 1935 között 14 alkalommal szerepelt a spanyol válogatottban. Részt vett az 1934-es olaszországi világbajnokságon.